# Copa del Príncep de la Corona saudita de futbol
La Copa del Príncep de la Corona saudita de futbol és la màxima competició futbolística per eliminatòries de l'Aràbia Saudita. Es considera hereva de la Copa del Rei saudita de futbol, que es disputà fins al 1990, i que era la principal competició.

## Historial
Font:
| Temporada | Campió                                | Resultat                              | Finalista                             | Seu                                   |
| --------- | ------------------------------------- | ------------------------------------- | ------------------------------------- | ------------------------------------- |
| 1956–57   | Al-Thaghar                            | 3–0                                   | Al-Olempy Jeddah                      | Jiddah                                |
| 1957–58   | Al-Ittihad                            | 3–2                                   | Al-Thaghar                            | Jiddah                                |
| 1958–59   | Al-Ittihad (2)                        | 4–2                                   | Al-Wahda                              | Jiddah                                |
| 1959–60   | Al-Wahda                              | 2–0 (abd)                             | Al-Shatea                             | Jiddah                                |
| 1960–61   | Equip Oest                            | 2–1                                   | Equip Central                         | Jiddah                                |
| 1961–62   | Equip Est                             | 2–1                                   | Equip Oest                            | Jiddah                                |
| 1962–63   | Al-Ittihad (3)                        | 6–2                                   | Al-Ettifaq                            | Jiddah                                |
| 1963–64   | Al-Hilal                              | 4–3                                   | Al-Wahda                              | Jiddah                                |
| 1964–65   | Al-Ettifaq                            | 3–0                                   | Al-Ittihad                            | Jiddah                                |
| 1965–66   | No es disputà.                        | No es disputà.                        | No es disputà.                        | No es disputà.                        |
| 1966–67   | Equip Oest                            | 5–2                                   | Equip Est                             | Taïf                                  |
| 1967–68   | Equip Oest                            | 4–3                                   | Equip Central                         | Jiddah                                |
| 1968–69   | Equip Central                         | 0–0 (2–0 c.)                          | Equip Oest                            | Jiddah                                |
| 1969–70   | Al-Ahli (2)                           | 0–0 (11–5 c.)                         | Al-Wahda                              | Riad                                  |
| 1970–72   | No es disputà.                        | No es disputà.                        | No es disputà.                        | No es disputà.                        |
| 1972–73   | Al-Nassr                              | 2–1                                   | Al-Wahda                              | Riad                                  |
| 1973–74   | Al-Nassr (2)                          | 1–0                                   | Al-Ahli                               | Riad                                  |
| 1975-1990 | No es disputà entre 1975 i 1990.      | No es disputà entre 1975 i 1990.      | No es disputà entre 1975 i 1990.      | No es disputà entre 1975 i 1990.      |
| 1991      | Al-Ittihad (4)                        | 1–1 (5–4 p)                           | Al-Nassr                              | Jiddah                                |
| 1992      | Al-Qadisiyah                          | 0–0 (4–2 p)                           | Al-Shabab                             | Riad                                  |
| 1993      | Al-Shabab                             | 1–1 (5–3 p)                           | Al-Ittihad                            | Jiddah                                |
| 1994      | Al-Riyadh                             | 1–0 (pr.)                             | Al-Shabab                             | Riad                                  |
| 1995      | Al-Hilal (2)                          | 1–0                                   | Al-Riyadh                             | Jiddah                                |
| 1996      | Al-Shabab (2)                         | 3–0                                   | Al-Nassr                              | Jiddah                                |
| 1997      | Al-Ittihad (5)                        | 2–0                                   | Al-Tai                                | Jiddah                                |
| 1998      | Al-Ahli (3)                           | 3–2 (pr.)                             | Al-Riyadh                             | Riad                                  |
| 1999      | Al-Shabab (3)                         | 1–0                                   | Al-Hilal                              | Dammam                                |
| 2000      | Al-Hilal (3)                          | 3–0                                   | Al-Shabab                             | Jiddah                                |
| 2001      | Al-Ittihad (6)                        | 3–0                                   | Al-Ettifaq                            | Jiddah                                |
| 2002      | Al-Ahli (4)                           | 2–1                                   | Al-Ittihad                            | Jiddah                                |
| 2003      | Al-Hilal (4)                          | 1–0                                   | Al-Ahli                               | Riad                                  |
| 2004      | Al-Ittihad (7)                        | 1–0                                   | Al-Ahli                               | Riad                                  |
| 2004–05   | Al-Hilal (5)                          | 2–1                                   | Al-Qadisiyah                          | Riad                                  |
| 2005–06   | Al-Hilal (6)                          | 1–0                                   | Al-Ahli                               | Riad                                  |
| 2006–07   | Al-Ahli (5)                           | 2–1                                   | Al-Ittihad                            | Jiddah                                |
| 2007–08   | Al-Hilal (7)                          | 2–0                                   | Al-Ettifaq                            | Riad                                  |
| 2008–09   | Al-Hilal (8)                          | 1–0 (pr.)                             | Al-Shabab                             | Riad                                  |
| 2009–10   | Al-Hilal (9)                          | 2–1                                   | Al-Ahli                               | Riad                                  |
| 2010–11   | Al-Hilal (10)                         | 5–0                                   | Al-Wahda                              | La Meca                               |
| 2011–12   | Al-Hilal (11)                         | 2–1                                   | Al-Ettifaq                            | Riad                                  |
| 2012–13   | Al-Hilal (12)                         | 1–1 (4–2 p)                           | Al-Nassr                              | Riad                                  |
| 2013–14   | Al-Nassr (3)                          | 2–1                                   | Al-Hilal                              | Riad                                  |
| 2014–15   | Al-Ahli (15)                          | 2–1                                   | Al-Hilal                              | Riad                                  |
| 2015–16   | Al-Hilal (13)                         | 2–1                                   | Al-Ahli                               | Riad                                  |
| 2016–17   | Al-Ittihad (8)                        | 1–0                                   | Al-Nassr                              | Riad                                  |
| 2017–18   | Competició abolida durant el torneig. | Competició abolida durant el torneig. | Competició abolida durant el torneig. | Competició abolida durant el torneig. |